# 영고 (악기)
영고(靈鼓)는 아악기(雅樂器)의 하나이다.
8면(面)을 지닌 북의 일종인 영고는 혁부(革部) 또는 현명악기(絃鳴樂器, chordophone)에 들고, 제향(祭享) 때 영도(靈鼗)와 한 짝을 이룬다. 이 타악기의 그림은 『세종실록』 권128에 처음으로 보이고, 『악학궤범』(樂學軌範 1493) 권6에 자세한 도설이 전한다. 『악학궤범』 권2에 의하면, 성종(1469~1494) 때 지신(地神)의 제향인 사직(社稷)의 헌가에서 뇌고(雷鼓)·노고(路鼓)와 함께 진고(晉鼓)의 연주에 따라서 연주됐다. 영고가 8면인 까닭은 지신의 제사 때 강신악(降神樂)이 여덟 번 반복하는 것과 일치하기 때문이다. 이 아악기는 조선왕조의 멸망과 함께 역사의 뒤안길로 사라졌지만, 이왕직아악부(李王職雅樂部)를 거쳐 전승되던 악기는 6·25사변 때 산실(散失)됐다. 현재 국립국악원에 전시된 악기는 그 후에 새로 제작된 것이다.

## 참고문헌
『세종실록(世宗實錄)』
『악학궤범(樂學軌範)』
『한국악기대관』(장사훈, 한국국악학회, 1969)